# Kosmos 334
O Kosmos 334 (em russo: Космос 334) também denominado DS-P1-Yu Nº 31, foi um satélite artificial soviético lançado ao espaço com sucesso no dia 23 de abril de 1970 através de um foguete Kosmos-2I a partir do Cosmódromo de Plesetsk.

## Características
O Kosmos 334 foi trigésimo primeiro membro da série de satélites DS-P1-Yu e o vigésimo nono lançado com sucesso após o fracasso dos lançamentos do segundo e do vigésimo terceiro membros da série. Sua missão era auxiliar sistemas antissatélites e antimíssil soviéticos.
O Kosmos 334 foi injetado em uma órbita inicial de 508 km de apogeu e 281 km de perigeu, com uma inclinação orbital de 71 graus e um período de 92,0 minutos. Reentrou na atmosfera terrestre em 9 de agosto de 1970.